# Marantaceae
Marantaceae es una familia de angiospermas monocotiledóneas del orden Zingiberales. Es una familia muy reconocida por taxónomos: a veces se llama la "familia de plantas del predicador". Marantaceae son muchas veces hierbas robustas que pueden ser reconocidas por sus hojas con pecíolo y pulvino y sus pares de flores asimétricas, muchas veces de tamaño solo moderado. Las flores de esta familia poseen un distintivo sistema de polinización por explosión. La familia fue reconocida por sistemas de clasificación modernos como el sistema de clasificación APG III (2009) y el APWeb (2001 en adelante) que la asignan al orden Zingiberales de la subclase Commelinidae de las monocotiledóneas. La familia cuenta con 31 géneros, totalizando 550 especies, encontradas en áreas tropicales de todo el mundo, en especial de América, con excepción de Australia.
La especie más famosa es la "planta obediente" (Maranta arundinacea), del Caribe, con almidón de fácil digestión. Muchas especies del género Calathea crecen como plantas de interior por sus hojas vistosas, con varias gradaciones de verde, blanco y rosado.

## Descripción
Introducción teórica en Terminología descriptiva de las plantas
Hierbas, con tallos erectos y rizomas cortos, tuberosos, con almidón. Pelos simples y rodeados de células epidérmicas infladas.
Hojas de disposición alterna, usualmente dísticas, simples, de margen entero, pecioladas, con un pulvino superior, una lámina bien desarrollada que se cierra doblándose hacia arriba por la noche, y venación pinada con venas secundarias sigmoides y venas cruzadas muy espaciadas. Hojas envainadoras en la base, sin lígula. Pecíolo con canales de aire, éstos separados en segmentos por diafragmas compuestos de células con forma de estrella. Sin estípulas.

El pulvino provoca que la lámina se abra o se cierre en respuesta al fotoperíodo. Aquí se está doblando hacia arriba al anochecer.
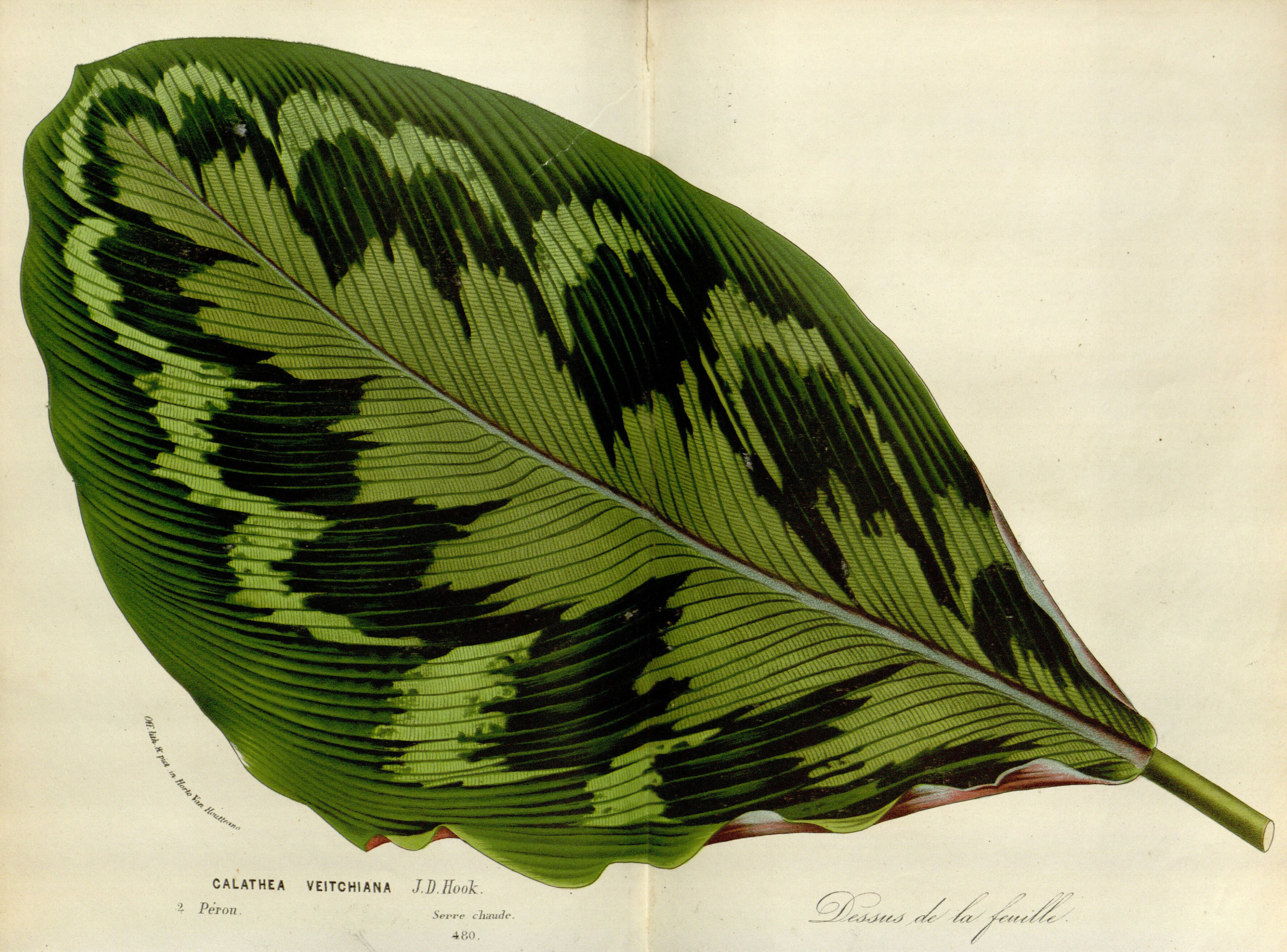
Venación.

Inflorescencias determinadas, pero muchas veces parecen indeterminadas, terminales.
Flores bisexuales, sin plano de simetría pero en arreglos de pares espejados.
3 sépalos separados, imbricados.
3 pétalos, connados, imbricados.

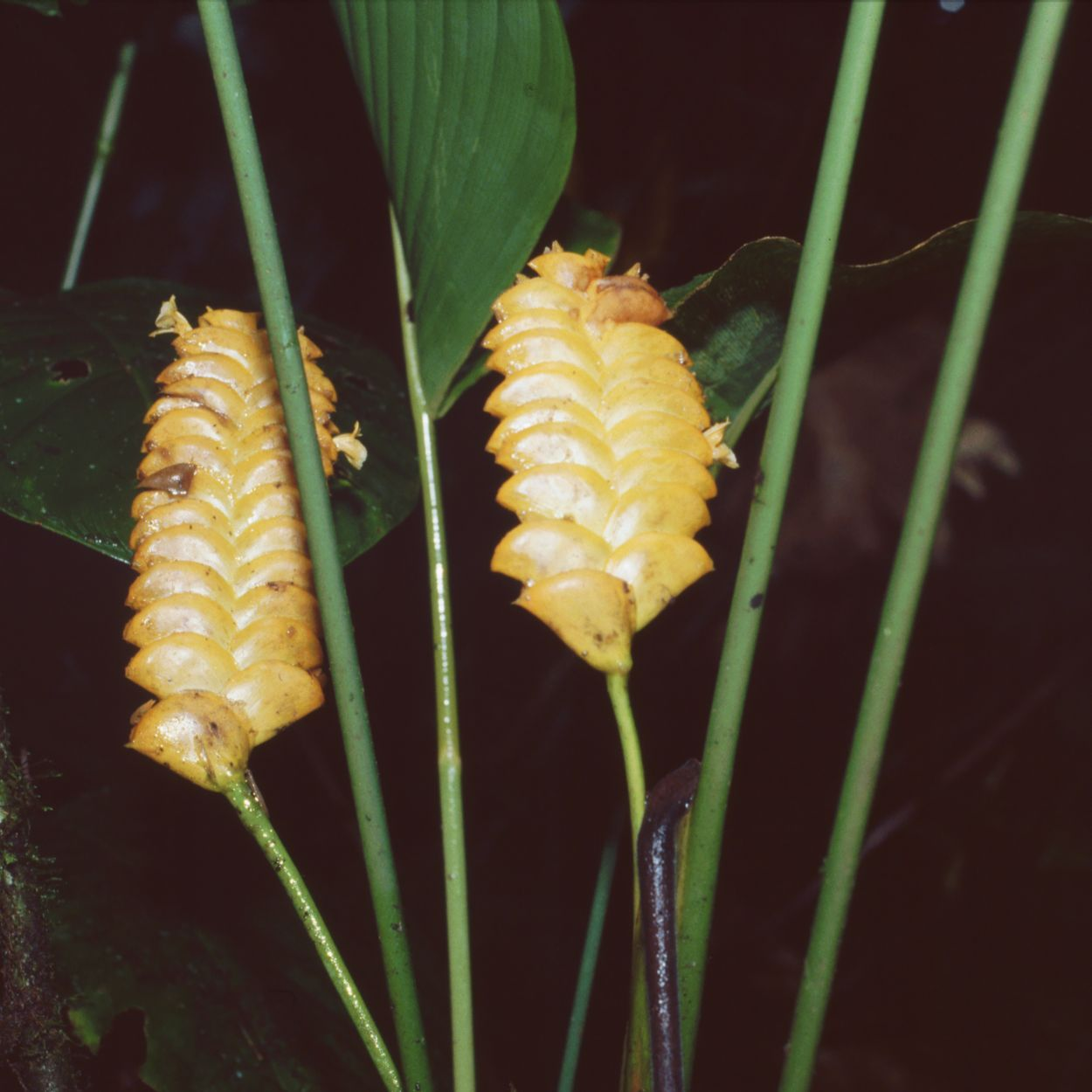
Inflorescencias con flores en arreglos de pares espejados.
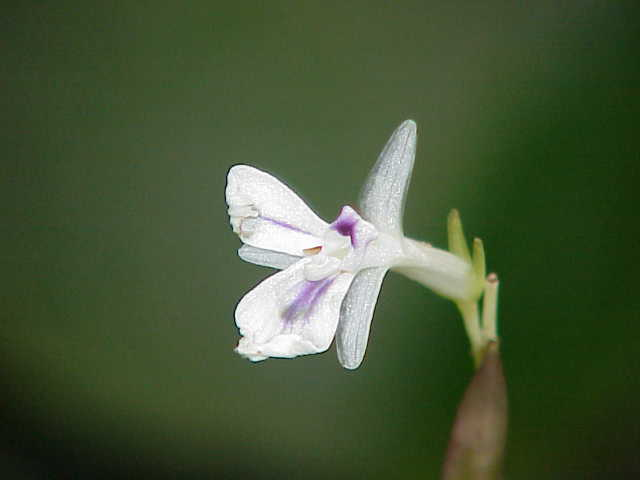
Flor con 3 sépalos separados, 3 pétalos connados.

1 estambre, en parte fértil y en parte estaminodial, filamento connado con los estaminodios y adnato a la corola. Antera unilocular (es decir, una mitad es antera, la otra mitad es expandida y estéril). La antera deposita el polen en el estilo antes de que la flor se abra. Estaminodios usualmente 3 o 4, petaloideos y de forma variada, basalmente connados y adnatos a la corola, uno del verticilo interno del androceo formando una estructura como una capucha con 1 o 2 apéndices pequeños (es el estaminodio en forma de capucha que sostiene el estilo curvado y tensionado antes de que la flor sea disparada por un visitante); el segundo estaminodio del verticilo interno del androceo formando una estructura engrosada de calosa, es el "estaminodio de calosa", que muchas veces sirve como una plataforma de aterrizaje para los insectos visitantes y los ayuda a abrazar al estaminodio con forma de capucha, y 1 o 2 estaminodios del verticilo más externo del androceo más o menos petaloides.
Polen sin aperturas, exina muy reducida.
3 carpelos, connados, ovario ínfero, con placentación axilar, pero 2 carpelos muchas veces estériles y más o menos reducidos. Estilo curvo, mantenido bajo tensión por el estaminodio en forma de capucha que, cuando es disparado por un insecto, libera el estilo, que entonces elásticamente se curva hacia abajo, sacando polen del cuerpo del insecto y ensuciando al estilo de polen, que guarda en una pequeña cavidad debajo del estigma. 1 estigma, en la depresión entre el ápice 3 lobado del estilo. Óvulos 1 por lóculo, o un único óvulo solitario en el único carpelo funcional.
Nectarios en los septos del ovario.
El fruto es una cápsula loculicida o una baya.
Las semillas usualmente son ariladas, el embrión usualmente es curvado, están presentes el endosperma y el perisperma.

## Diversidad
La diversidad taxonómica de Zingiberales está presentada en la flora global hasta géneros editada por Kubitzki (1998). En cada región hay floras locales, en las regiones hispanoparlantes esperablemente en español, que describen los Zingiberales y si se encuentran en la región, los géneros y especies de Marantaceae presentes en la región que la flora abarca, que pueden ser consultadas en instituciones dedicadas a la botánica con bibliotecas accesibles al público como los jardines botánicos. Las floras pueden ser antiguas y no encontrarse en ellas las últimas especies descriptas en la región, por lo que una consulta a la última literatura taxonómica primaria (las últimas monografías taxonómicas, revisiones taxonómicas y los últimos inventarios (checklists) de las especies y géneros en la región) o con un especialista local que esté al tanto de ellas puede ser necesaria. Los últimos volúmenes de las floras más modernas usualmente siguen una clasificación basada en el APG -pueden tener algunas diferencias-, pero muchas familias como pueden encontrarse en floras y volúmenes más antiguos sufrieron cambios importantes en los grupos que las componen o incluso en su concepto taxonómico por lo que una comparación con la circunscripción como aquí dada puede ser necesaria para sincronizarlas.
A continuación se repasará brevemente la diversidad de Marantaceae. Su función es tener una imagen de cada familia al leer las secciones de Ecología, Filogenia y Evolución.
(galería)

## Ecología
Ampliamente distribuidas en regiones tropicales y subtropicales. Muchas están presentes en los márgenes de selvas lluviosas y en claros de bosques o tierras húmedas.
Las complejas flores de Marantaceae con principalmente polinizadas por abejas y ocurre la fecundación cruzada, el néctar provee una recompensa al polinizador. En el Nuevo Mundo en particular, las abejas euglossinas de lengua larga son el principal agente polinizador, y el largo del tubo floral de las marantáceas del Nuevo Mundo es apreciablemente más largo que el de las representantes del Viejo Mundo, de 17,6 mm de largo frente a 4,6 mm de largo. Las marantáceas africanas pueden ser polinizadas por abejas grandes o pequeñas y pajaritos de la familia Nectariniidae, y ha habido evolución paralela de la morfología floral que es muy variada en comparación a los clados del Nuevo Mundo (Ley y Claßen-Bockhoff 2010, 2011a, esp. 2009 para detalles); los tipos florales principales evolucionaron como respuesta a los diferentes polinizadores, pero la variación en el largo del tubo floral solamente puede permitir la polinización efectiva por muy diferentes tipos de polinizadores dentro de cada tipo floral (Ley y Claßen-Bockhoff 2010, 2011b).
Los arilos asociados a las semillas son muchas veces brillantemente coloridos y contienen depósitos de lípidos, lo que sugiere una dispersión por pájaros u hormigas. Los frutos de Thalia son dispersados por agua.
Algunas marantáceas tienen la superficie abaxial de las hojas de color rojo profundo, posiblemente una adaptación para el uso eficiente de la luz en los hábitats sombreados de debajo de la canopia de los árboles donde ellas comúnmente crecen.
Es interesante que no hay barreras intrínsecas para la autopolinización.

## Filogenia
Introducción teórica en Filogenia
La monofilia de Marantaceae es sostenida por los análisis moleculares de ADN y la morfología (Kress 1990, 1995, Smith et al. 1993). Las relaciones filogenéticas dentro de la familia son pobremente conocidas, pero han sido recientemente investigadas sobre la base de la morfología y a las secuencias de ADN (Andersson y Chase 2001, Prince y Kress 2006). Tradicionalmente, géneros con un solo carpelo funcional (como Ischnosiphon, Maranta, y Thalía) han sido ubicados en Maranteae, mientras géneros con ovarios de 3 lóculos (como Calathea y Marantochloa) fueron ubicados en Phrynieae. Las dos tribus, sin embargo, son polifiléticas.
Sarcophrynium y parientes son hermanos del resto de la familia y tienen un único apéndice estaminodial bilobado en forma de capucha.

## Taxonomía
La familia fue reconocida por el APG III (2009), el Linear APG III (2009) le asignó el número de familia 87. La familia ya había sido reconocida por el APG II (2003).
Unos 30 géneros con 450 especies. El género más representado es Calathea (300 especies).
- Afrocalathea
- Ataenidia
- Calathea
- Cominsia
- Ctenanthe
- Donax
- Halopegia
- Haumania
- Hylaeanthe
- Hypselodelphys
- Ischnosiphon
- Koernickanthe
- Maranta
- Marantochloa
- Megaphrynium
- Monophrynium
- Monophyllanthe
- Monotagma
- Myrosma
- Phacelophrynium
- Phrynium
- Pleiostachya
- Sanblasia
- Saranthe
- Sarcophrynium
- Schumannianthus
- Stachyphrynium
- Stromanthe
- Thalia
- Thaumatococcus
- Trachyphrynium

## Evolución
La divergencia dentro del grupo corona data de unos 70-58 millones de años (Kress y Specht 2006) o unos 57 millones de años (Janssen y Bremer 2004).
La familia puede haber tenido un origen africano (Andersson y Chase 2001), con una consecuente dispersión al sudeste de Asia y al Nuevo Mundo (Ley y Claßen-Bockhoff 2011b).
Marantaceae tiene muchas más especies que Cannaceae, quizás por su distintivo mecanismo de transferencia de polen explosivo (Ley y Claßen-Bockhoff 2009). Pero Ley y Claßen-Bockhoff (2011b) luego sugieren que el mecanismo de polinización distintivo de Marantaceae no debe ser considerado una innovación clave, más bien, la diversificación puede haber sido lograda por una variedad de factores. Notar que hay una considerable asimetría en el tamaño de cada clado dentro de la familia: el oligospecífico Thalia y Haumania pueden ser hermanos de clados con mucha más cantidad de especies.
Los estaminodios en garfio con una relativamente simple morfología pueden ser un carácter derivado (Pischtschan et al. 2010; Ley y Claßen-Bockhoff 2011b).

## Importancia económica
Calathea, Ctenanthe, Maranta ("planta del predicador"), y Thalia son cultivadas por sus hojas decorativas.
En el oeste de la India obtienen almidón de los rizomas de Maranta arundinacea.
Los tallos de Donax canniformis se utilizan para cestería en Indonesia.
Las hojas de Phrynium placentarium se utilizan para envolver alimentos en la cocina vietnamita.

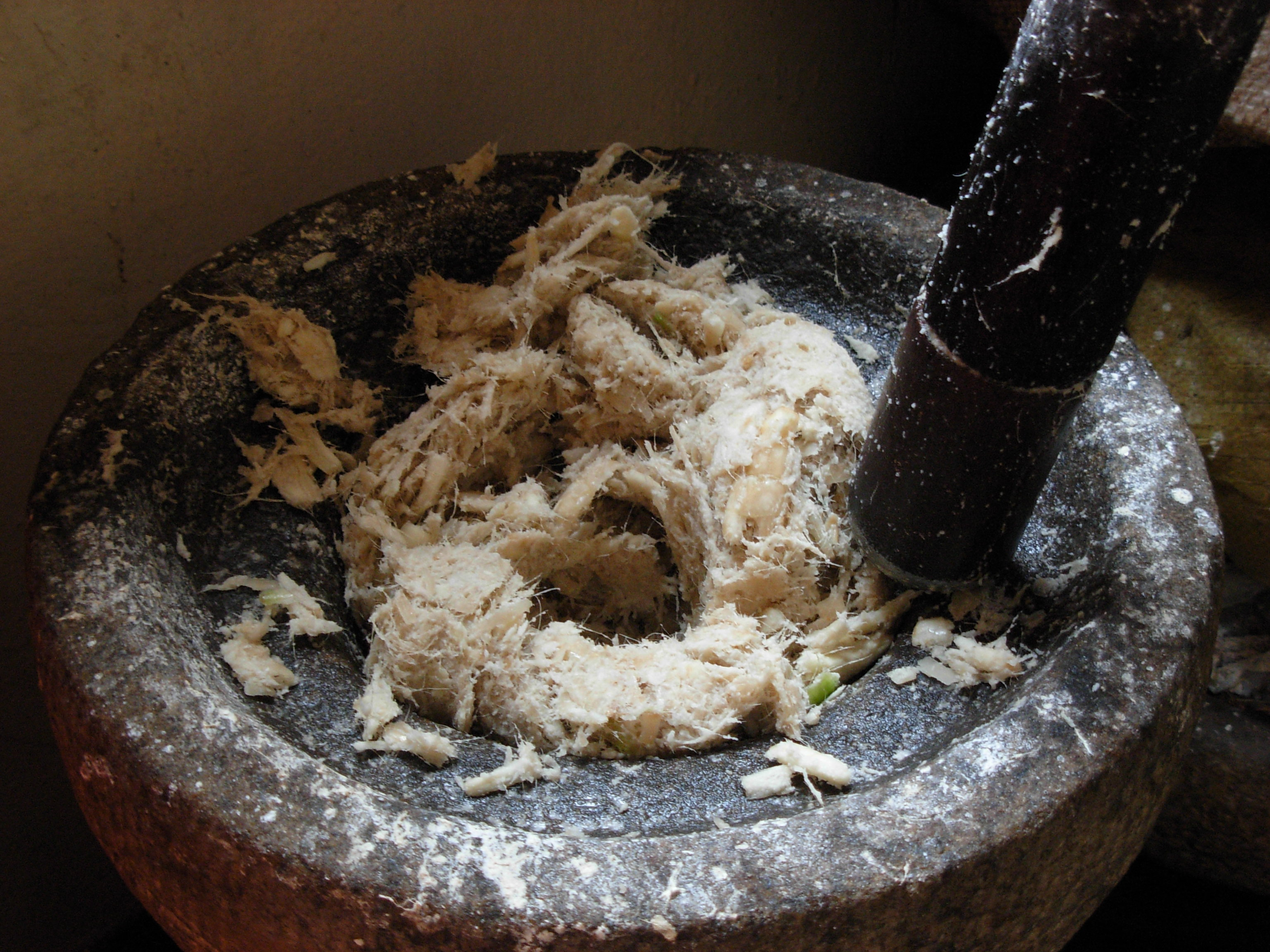
Obteniendo almidón de Maranta arundinacea.
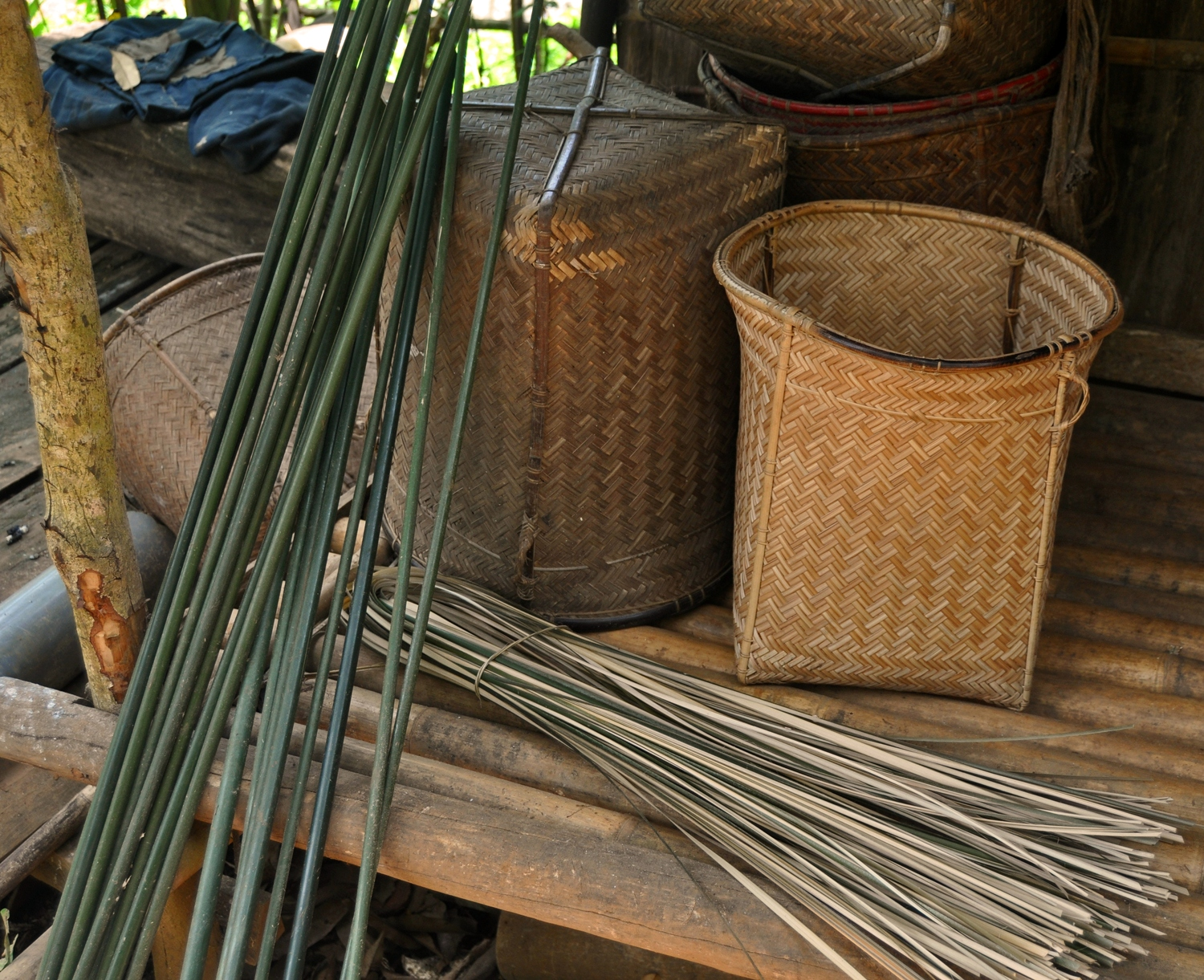
Tallos de Donax canniformis y cestos.
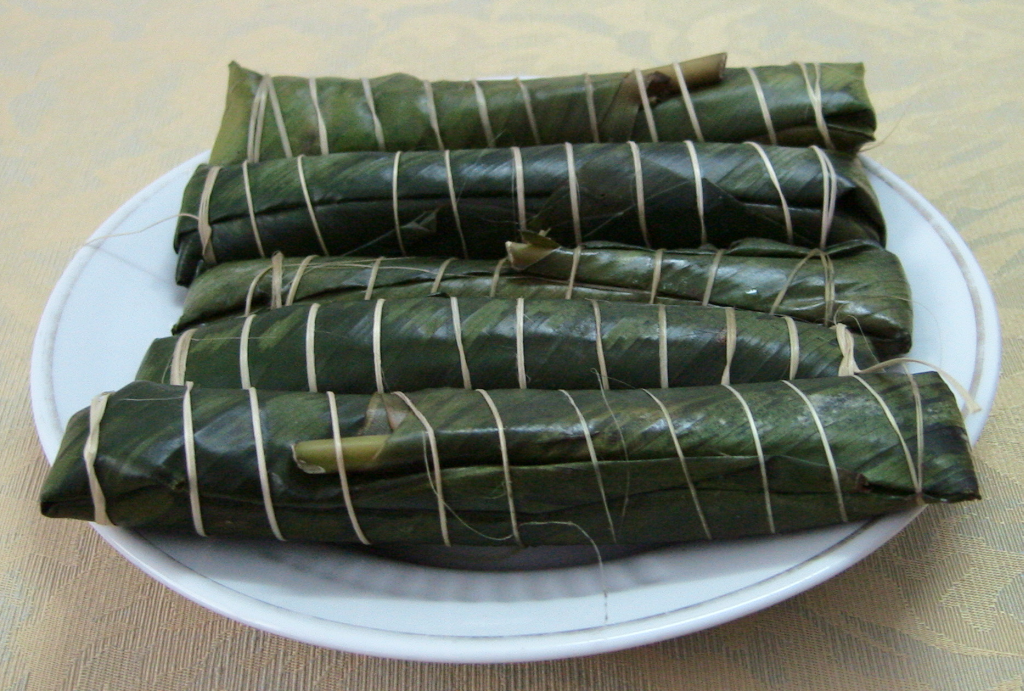
Hojas de Phrynium placentarium envolviendo alimentos.
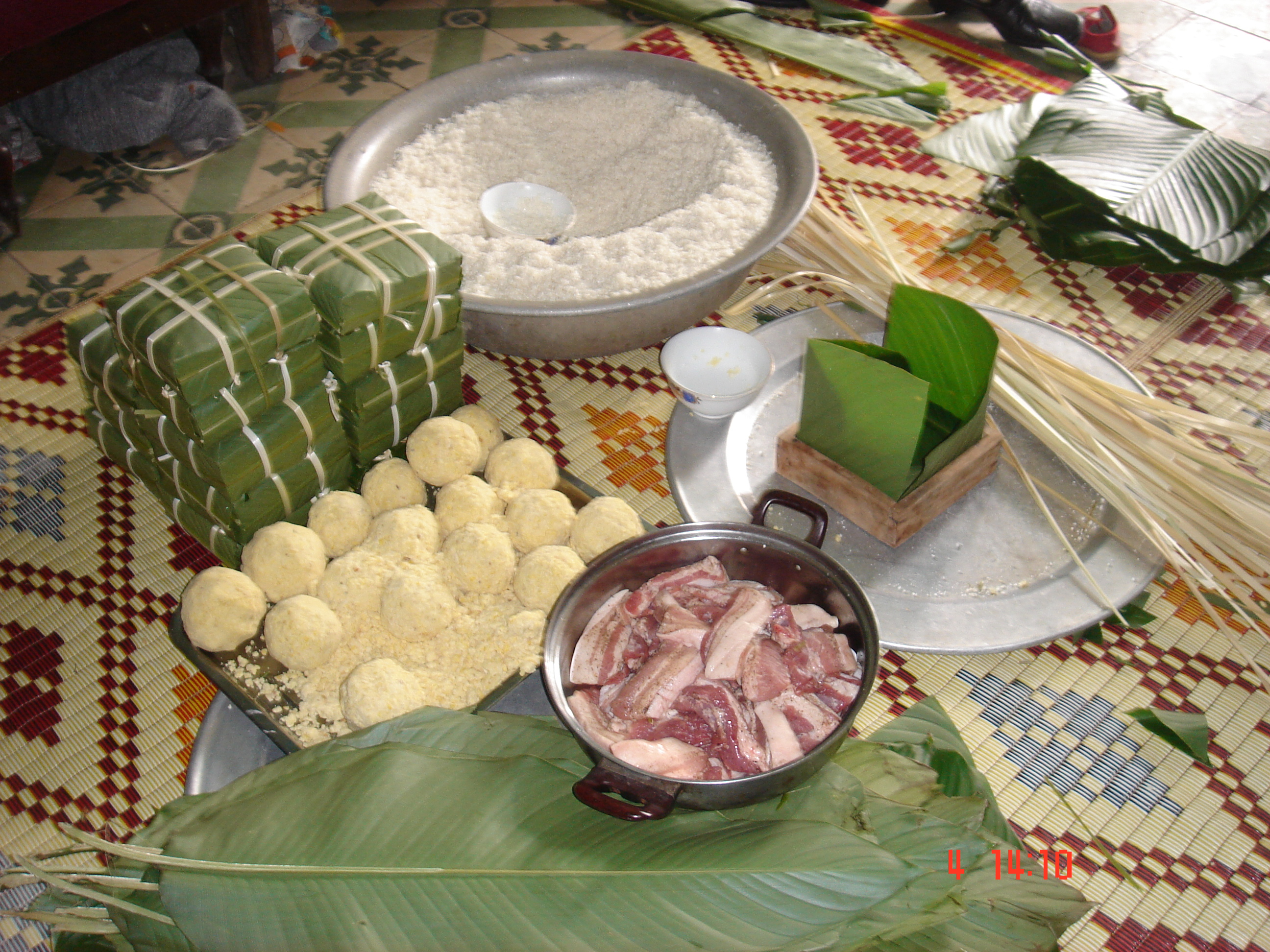
Hojas de Phrynium placentarium envolviendo alimentos.